# Cyphastrea microphthalma
Espèce
Statut CITES
Cyphastrea microphthalma est une espèce de coraux appartenant à la famille des Faviidae ou à la famille Merulinidae.